# Леськівська сільська територіальна громада
Ле́ськівська сільська територіальна громада — територіальна громада в Україні, в Черкаському районі Черкаської області. Адміністративний центр — село Леськи.
Площа громади — 132,48 км², населення — 6581 мешканець (2018).
Утворена 2018 року шляхом об'єднання Леськівської та Худяківської сільських рад. 2020 року до складу громади включені Думанецька та Чорнявська сільські ради.

## Склад
До складу громади входять:
| Населений пункт | Населення, осіб (1989) | Населення, осіб (2001) |
| --------------- | ---------------------- | ---------------------- |
| Думанці, село   | 759                    | 760                    |
| Леськи, село    | 4609                   | 4188                   |
| Худяки, село    | 3049                   | 2740                   |
| Чорнявка, село  | 1069                   | 883                    |
| Чубівка, село   | 295                    | 246                    |